# Kakmuži
Kakmuži (cyr. Какмужи) – wieś w Czarnogórze, w gminie Pljevlja. W 2011 roku liczyła 147 mieszkańców.